# ワープ・レコーズ
ワープ・レコーズ(Warp Records)は、イギリスのレコードレーベル。エレクトロニカ、IDMを中心としたリリースをしているが、ロックなどもリリースしている。

## 概要
イギリスのシェフィールドで1989年設立。ロブ・ミッチェル、スティーブ・ベケットの2人により設立された。レーベル名は、当時彼らが働いていたレコードショップに因む。初期はLFOやNightmares on Waxらのブリープテクノをリリースしていた。
レーベルの知名度が一気に上がったのが、1992年からリリースした「アーティフィシャル・インテリジェンス・シリーズ」(AI)である。インテリジェントテクノと呼ばれた曲は、BPMが早いハードテクノ系が流行っていた中で注目を集め、同時に多くのアーティストがリリースしていく。このシリーズは1993年まで続いた。
AIシリーズのヒットによりイギリスの中心テクノレーベルとして規模が大きくなり、その後もエレクトロニカ、アンビエント、または実験的なアルバムなどレーベルとしてのリリースの路線も固まっていく。
2004年には、ITunes Music Storeでのダウンロード販売に乗り出すなど新しい販売方法へも他のレーベルより早く取り組んでいる。
日本へは輸入版が早期から入ってきていたが、1994年からソニー・ミュージックから多数の日本版アルバムがリリースされ、ライジング・ハイ、R&Sレコーズと共にテクノ3大レーベルとして紹介された。現在ではBeat Recordsから日本版が販売されている。
2006年5月には日本でレーベルパーティー「i-WARP」を開催した。
また2009年11月にはエレクトラグライド提供による20周年記念のライブ「WARP20」が幕張メッセで開催された。

## AIシリーズ
以下のアルバムが、Artificial Intelligenceとしてリリースされている。また「Motion」というAIシリーズのビデオ作品もリリースされている。
1. Artificial Intelligence（コンピレーション）
2. Surfing on Sine Waves - エイフェックス・ツイン（Polygon Window名義）
3. ElectroSoma - B12
4. Bytes - ブラックドッグ（Black Dog Production名義）
5. Dimension Intrusion - リッチー・ホゥティン（FUSE名義）
6. Ginger - Speedy J
7. Incunabula - オウテカ
8. Artificial Intelligence II （コンピレーション）

## 主要アーティスト
- Aphex Twin (エイフェックス・ツイン)
- Hudson Mohawke (ハドソン・モホーク)
- !!! (チック・チック・チック)
- Africa Hitech (アフリカ・ハイテック)
- Autechre (オウテカ)
- Battles (バトルス)
- Bibio (ビビオ)
- Boards of Canada (ボーズ・オブ・カナダ)
- Born Ruffians (ボーン・ラフィアンズ)
- Broadcast (ブロードキャスト)
- Clark (クラーク)
- Darkstar (ダークスター)
- Flying Lotus (フライング・ロータス)
- Gonjasufi (ゴンジャスフィ)
- Gravenhurst (グレイブンハースト)
- Grizzly Bear (グリズリー・ベア)
- Jamie Lidell (ジェイミー・リデル)
- LFO
- Mark Pritchard (マーク・プリチャード)
- Maxïmo Park (マキシモ・パーク)
- Mount Kimbie (マウント・キンビー)
- Nightmares On Wax (ナイトメアズ・オン・ワックス)
- Oneohtrix Point Never (ワンオートリックス・ポイント・ネヴァー)
- Plaid (プラッド)
- Prefuse 73 (プレフューズ73)
- Rustie (ラスティ)
- Squarepusher (スクエアプッシャー)
- Vincent Gallo (ヴィンセント・ギャロ)
- Yves Tumor
- Kelly Moran（ケリー・モーラン）